# Peter Kapp
Peter Kapp (* 1961 in Mannheim) ist ein deutscher Bäcker und Konditor, Autor von Backbüchern und Dozent.

## Leben
Peter Kapp hat zwei Geschwister und ist der ältere Sohn des Bäckermeisters Hans Kapp (1938–2015) und dessen Frau Ilona. Die Bäckerei im nordbadischen Edingen am Neckar war über hundert Jahre lang in 4. Generation im Familienbesitz und hatte zuletzt mehrere Filialen in der Umgebung. Kapp lernte zunächst die Feinbäckerei in der früheren Konditorei Wägele in Mannheim und dann im elterlichen Betrieb.

### Bäcker
Kapp strebte eine Bäckerei mit hoher Qualität der Backwaren und bestmöglichen Qualität der Zutaten an. Das bedeutete zugleich den Verzicht auf die mittlerweile üblich gewordenen künstlichen Backzusätze. Für eine natürliche Aromatisierung seiner Sauerteigbrote genügte ihm die traditionelle indirekte Teigführung. Eine über vierzig Jahre alte Sauerteigmutter (fortlaufende Sauerteigführung) verwendete er für die italienischen Brote der Sorte Terra Madre. Kapp verfügt über einen Kühlraum, in dem stundenweise, über Nacht oder länger die verschiedenen Sauerteigbrotsorten bei acht Grad ruhen können.
Bei anderen Brotsorten dagegen experimentierte Kapp auch mit verschiedenen Gewürzen und Zutaten wie etwa Bockbier für Apostolator oder getrocknete Kirschen und Kakaobohnen für Black Forest (nur im Winter) und Steirisch Land mit Apfelstückchen, steirischen Kürbiskernen und Walnüssen. Schwarzes Baguette stellt er mit Sepia und Cranberry her. Für die Entwicklung dieses Baguettes brauchte er mehrere Monate.
Als ein Vertreter des traditionellen Bäckerhandwerks nennt er sich selbstbewusst „Artisan Boulanger“ (= handwerklicher Bäcker), um sich damit gegen den Einsatz von tiefgekühlten Teiglingen, Backmischungen und Backzusätzen abzugrenzen. Für seine Brote verwendet er wenig Hefe, lässt den Teig lange ruhen und backt das Brot auf Stein. Sein Firmensignet wird umrandet vom Motto „Rivoluzione del Pane“ (it.; dt.: Brotrevolution). Als Firmenbild verwendete er einen roten, fünfzackigen Stern auf schwarzem Hintergrund und ein „Baguette statt Kalaschnikow“.
Zu seinen Kunden gehörten neben der gehobenen Gastronomie in der Region auch Spitzenköche wie Stefan Neugebauer vom Deidesheimer Hof oder der Drei-Sterne-Koch Juan Amador.

### Lehrtätigkeiten
Kapp ist Dozent an der Akademie Deutsches Bäckerhandwerk in Weinheim. Außerdem gibt er seit einigen Jahren Backkurse für Hobbybäcker und Profis an der 1. Mannheimer Kochschule. An der privaten Università degli Studi di Scienze Gastronomiche (= Universität der gastronomischen Wissenschaften) im piemontesischen Pollenzo, von Slow-Food-Gründer Carlo Petrini ins Leben gerufen, unterrichtete Kapp 2008 italienische Bäckergesellen.
Im Sommer 2020 beteiligte sich Kapp an einem Internet-Lehrkurs im Rahmen der kulinarischen Reihe meisterklasse.de, in dem er seine Kenntnisse zum Backen von Brot Schritt für Schritt vermittelt.

### Privates
Peter Kapp ist verheiratet. In seiner Freizeit fährt er Motorrad mit einer Harley-Davidson-Bobber.

## Geschäftsaufgabe
An Pfingsten 2022 stellte Kapp seinen Betrieb ein und schloss alle Filialen. Die Schließung traf auf große Betroffenheit in der Region. Als Motive für die überraschende Geschäftsaufgabe werden gesundheitliche Gründe vermutet. Kapp hatte auch unter Personalmangel zu leiden und suchte vergeblich nach einem Nachfolger. Nach dem Ende seines Familienbetriebs deutet Kapp an, andere Vorhaben in Angriff zu nehmen: „Mein Weg, mein Schaffen ist nicht zu Ende, auch wenn das Kapitel Bäckerei Kapp geschlossen ist.“

## Auszeichnungen
Kapps Backwaren wurden von Slow Food empfohlen. Bereits im Jahr 2000 und Ende 2012 nahm ihn das Gastronomiejournal Der Feinschmecker in die Liste der besten Bäckereien Deutschlands auf.

## Publikationen
- Mein Brot – Rezepte ohne Kompromisse. Heel, Königswinter 2014, ISBN 978-3-86852-929-6.
- Kapp backt: süß & herzhaft. Heel, Königswinter 2015, ISBN 978-3-95843-148-5.
- Kapps Brot: Rezepte für den Thermomix. Lempertz, Königswinter 2015, ISBN 978-3-945152-76-8.
- Peter Kapps Brote & Snacks zu Hause backen. Heel, Königswinter 2020, ISBN 978-3-96664-155-5; E-Buch: ISBN 978-3-96664-158-6.

## Mitgliedschaften
- Slow Food[19]
- ELA Deutschland (Unterstützer)[20]
- Stellvertretender Obermeister der Bäckerinnung Mannheim Stadt und Land[21] (seit Anfang der 2000er-Jahre[22])

## Filme
- Deutschlands bester Bäcker. Backsendung, Deutschland, 2014–2015, 90 Folgen à 55 Min., Moderation: Johann Lafer, Produktion: ZDF, Erstsendung: 15. September 2014 beim ZDF, Inhaltsangabe von fernsehserien.de und ZDF. Kapp nahm in der 2. Staffel als Juror teil.
- Beste Bäcker Deutschlands. Fernseh-Reportage, Deutschland, 2013, 12:30 Min., Produktion: ProSieben, Redaktion: Galileo, Erstsendung: 28. März 2013, Internet-Video.